# Entoloma lanicum
Entoloma lanicum är en svampart som först beskrevs av Henri Romagnesi, och fick sitt nu gällande namn av Machiel Evert ("Chiel") Noordeloos 1981. Entoloma lanicum ingår i släktet Entoloma och familjen Entolomataceae.  Artens status i Sverige är: Ej påträffad. Inga underarter finns listade i Catalogue of Life.